# Biševo
Pour les articles homonymes, voir Biševo (homonymie).
Biševo (italien : Busi) est une île et une localité de Croatie dépendant de la municipalité de Komiža.
Elle est située dans la mer Adriatique, dans la Dalmatie, cinq kilomètres au sud-ouest de l'île de Vis. Sa superficie est de 5.8 km², et sa population est de 19 habitants (2001).

## Géographie
L'île est composé de calcaire; et le point le plus haut est Straženica (Monte Vardiol en italien), atteignant 239 mètres de haut. Dans le centre de l'île il y a un champ fertile, la partie du nord de l'île est couverte de forêts de pins et le reste de l'île est couvert de maquis et de barres rocheuses. La ceinture côtière est un secteur riche pour la pêche. Les principales industries sont la viticulture et la pêche.

## Histoire
Un monastère bénédictin a été fondé sur Biševo en 1050 par Ivan Grlić (en italien : Giovanni Gherlich), mais celui-ci a été abandonné deux siècles plus tard à cause du danger lié aux pirates. L'église de Sylvestre Ier est préservée près des ruines du monastère,.

## La caverne bleue
Sur les rivages raides il y a beaucoup de cavernes, la plus célèbre étant la caverne bleue. Celle-ci a été accessible depuis 1884 et l'approche est possible seulement par bateau. Elle mesure 18 mètres de long, 6 mètres de profondeur et 6 mètres de haut. L'entrée de la caverne fait seulement 1.5 mètre de haut et 2.5 mètres de largeur. Entre 10 et 13 heures, les rayons du soleil qui pénètrent par une entrée sous-marine qui s'ouvre sur la caverne bleue, se reflètent sur le sol blanc et colorent la caverne en bleu et les objets se trouvant dans l'eau, en argent.